# A Garland for Dr. K.
A Garland for Dr. K. est un ensemble de onze courtes compositions créées en 1969 pour la célébration du quatre-vingtième anniversaire du Docteur Alfred Kalmus, directeur de la branche londonienne d'Universal Edition. C'est également le titre d'un album contenant ces onze compositions enregistré en 1976.

## Histoire
Ce projet a été initié en janvier 1969 par le bureau londonien d'Universal Edition, qui invité onze compositeurs proches d'Alfred Kalmus à écrire des courtes pièces musicales pour célébrer ses quatre-vingts ans. Toutes les pièces ont été composées pour être exécutées par les membres des Pierrot Players. Les œuvres ont été créées par les Pierrot Players le 22 avril 1969, au Queen Elizabeth Hall de Londres, dans un programme incluant également les créations mondiales de Eight Songs for a Mad King de Peter Maxwell Davies, et Linoi II d'Harrison Birtwistle. Sept ans plus tard, un enregistrement de l'ensemble du cycle a été réalisé par un ensemble musical espagnol dirigé par Cristóbal Halffter.

## Pièces
Les onze compositeurs et leurs contributions sont :
- David Bedford : Garland for Dr. K, pour flûte (+ piccolo et flûte alto), clarinette (+ clarinette basse), violon (+ alto), violoncelle et piano (+ clavecin)
- Hugh Wood : Garland for Dr. K, pour flûte, clarinette, violon, violoncelle et piano
- Pierre Boulez : Improvisé—pour le Dr. Kalmus, un quintette pour flûte, clarinette, alto, violoncelle et piano (lors de la première fut seulement exécuté un extrait pour clarinette seule)
- Richard Rodney Bennett : Impromptus, pour flûte seule
- Luciano Berio : The Modification and Instrumentation of a Famous Hornpipe as a Merry and Altogether Sincere Homage to Uncle Alfred, pour flûte, clarinette, percussion, clavecin, alto et violoncelle
- Cristóbal Halffter : Oda para felicitar a un amigo, pour flûte, clarinette basse, percussion, piano (+ célesta), alto et violoncelle
- Roman Haubenstock-Ramati : Rounds (Mobile), pour flûte clarinette, vibraphone, piano, alto et violoncelle
- Harrison Birtwistle : Some Petals from My Twickenham Herbarium, pour  piccolo, piano, glockenspiel, clarinette, violon et violoncelle
- Karlheinz Stockhausen : Für Dr K, pour flûte, clarinette basse, percussion (cloches tubulaires et vibraphone), alto, violoncelle, and piano
- Bernard Rands : Monotone, pour flûte, clarinette, percussion, piano (+ clavecin, alto et violoncelle
- Henri Pousseur : Echos II de votre Faust, à l'origine un duo pour flûte et violoncelle, avec un court accompagnement du piano à la fin ; plus tard étendu mezzo-soprano, flûte, violoncelle et piano

## Discographie
Cycle complet
- A  Garland for Dr. K.: Kompositionen zum 80. Geburtstag von Dr. Alfred A. Kalmus. David Bedford : Garland for Dr. K ;  Hugh Wood : Garland for Dr. K. ;  Pierre Boulez : Pour le Dr. Kalmus ;  Richard Rodney Bennett : Impromptus ;  Luciano Berio : Modification and Instrumentation of a Famous Hornpipe as a Merry and Altogether Sincere Homage to Uncle Alfred ; Cristóbal Halffter : Oda para felicitar a un amigo ;  Roman Haubenstock-Ramati : Rounds ;  Harrison Birtwistle: Some Petals from My Twickenham Herbarium ;  Karlheinz Stockhausen : Für Dr K ;  Bernard Rands : Monotone ;  Henri Pousseur : Echos II de votre Faust Enregistré au Studio Audiofilm à Madrid en 1976. Vicente Sempere Gomis (flûte), José Vadillo Vadillo et Vicente Lafuente Maurín (clarinettes), Juán Luis Jordá Ayats (violon), Pablo Ceballos Gomez (alto), Angel Gonzalez Quiñones (violoncelle), Felix Puertas Villahoz (percussion), Maria Manuela Care de Halffter et Maria Elena Barrientos (pianos), Cristóbal Halffter (direction). LP recording. Universal Edition UE 15043; Interdisc ID 104. Londres : Universal Edition, 1976.

Pièces individuelles
- Bennett: Richard Rodney Bennett, Alexa Still, flûte : Summer Music, Sonatina, Winter Music, Impromptu for Flute, Memento. Alexa Still (flûte), Susan DeWitt Smith (piano), New Zealand Chamber Orchestra, James Sedares (direction). CD, Koch International Classics 7505. [New York]: Koch International Classics, 2000.
- Berio : Orchestral Transcriptions. Quattro versioni originali della « Ritirata Notturna » ; Rendering ; Sonate pour clarinette de Johannes Brahms ; Variations for 2 Basset Horns and Strings on « Ein Mädchen oder Weibchen »; The Modification and Instrumentation of a Famous Hornpipe; Contrapunctus n°19 extrait de L'Art de la fugue de Johann Sebastian Bach. Fausto Ghiazza (clarinette), Orchestra Sinfonica di Milano Giuseppe Verdi, Riccardo Chailly (direction. CD , Decca 4762830. Londres : Decca, 2005.
- Boulez: Pierre Boulez Complete Works. 13 disques audios, digital ; stéréo. Deutsche Grammophon 4806828. CD6, Improvisé—pour Dr. Kalmus, Ensemble Intercontemporain : Emmanuelle Ophèle (flûte); Alain Billard (clarinette), Sébastien Vichard (piano), Odile Auboin (alto), Eric-Maria Couturier (violoncelle). [Hambourg] : Deutsche Grammophon, 2013. Universal Music.
- Stockhausen : The California EAR Unit. CD, New Albion NA 019 CD. San Francisco : New Albion Records, 1989.